# NSB 62 sorozat
Az NSB 62 sorozat egy norvég 15 kV, 16,7 Hz váltakozó áramú, villamosmotorvonat-sorozat volt. Az NSB üzemeltette 1931 és 1970 között.. 1931 és 1933 között gyártotta a Skabo és a Norsk Elektrisk & Brown Boveri. Összesen 4 db készült belőle. Az NSB 1970-ben selejtezte a sorozatot, de egy járművet megőriztek a Norvég vasúti múzeumban.